# Arthur Gerle

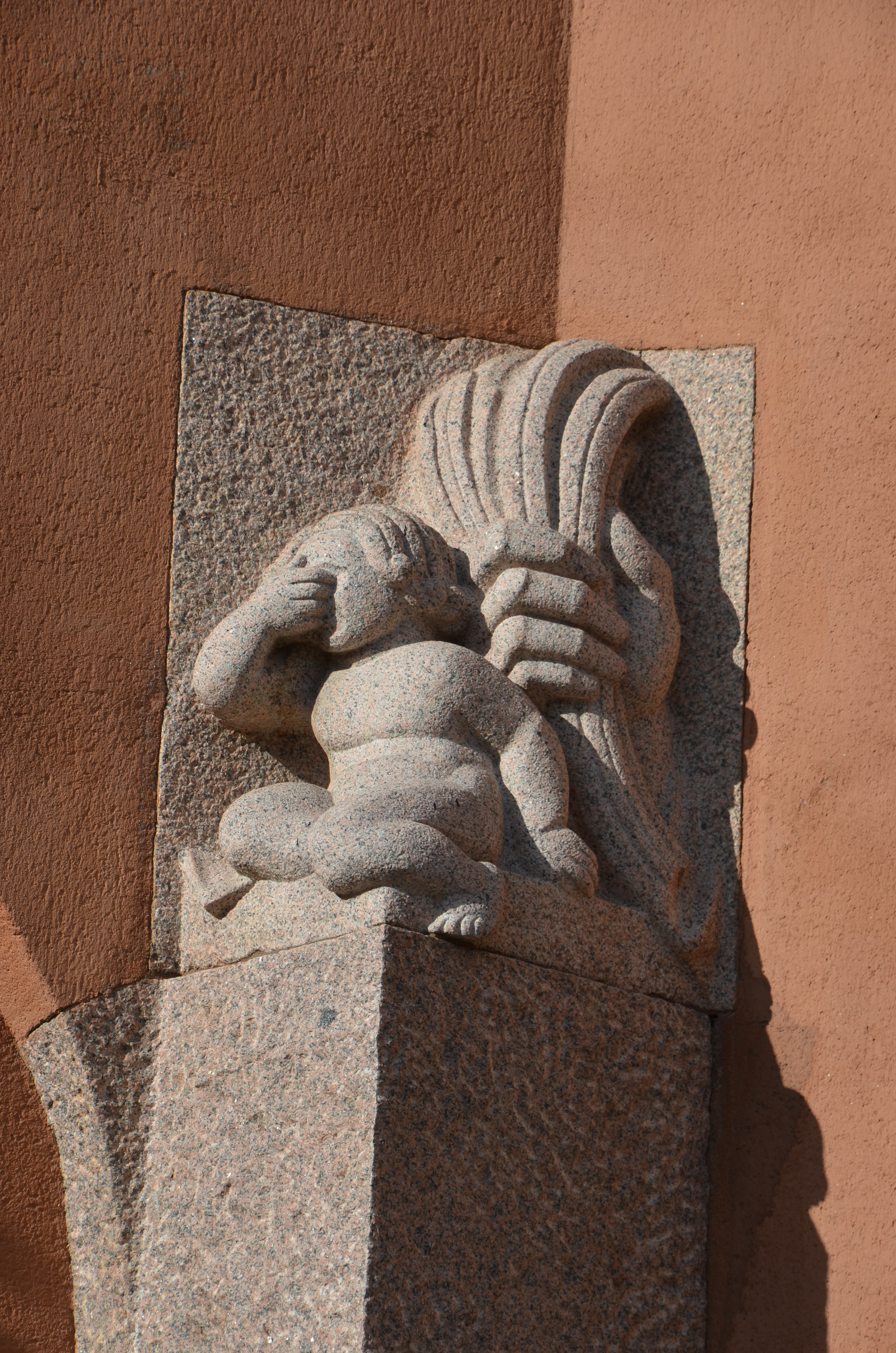
Ros, fasadskulptur på Vasa gymnasium på Kungsholmen i Stockholm

Carl Arthur Gerle, född 1865 i Bro socken i Bohuslän, död 4 juni 1940 i Stockholm, var en svensk målare, stuckatör och skulptör.
Arthur Gerle utbildade sig vid Tekniska skolan i Göteborg, på Konstskolan Valand i Göteborg för Carl Larsson samt  i Tyskland. 

## Offentliga verk i urval
- Stuckaturer i festsalen i Västerås stadshotell[2]
- Skulpturer i norra portalen till Engelbrektskyrkan i Stockholm, granit, omkring år 1914
- Reliefer högst upp i valvbågarna i Engelbrektskyrkan i Stockholm[3]
- Stuckatur i landstingssalen i Uppsala slott efter förlagor av Agi Lindegren, omkring år 1900[4]
- Ros, Livtag, Snöboll och Ris, fyra fasadskulpturer på Vasa gymnasium på Kungsholmen i Stockholm, granit

## Bildgalleri

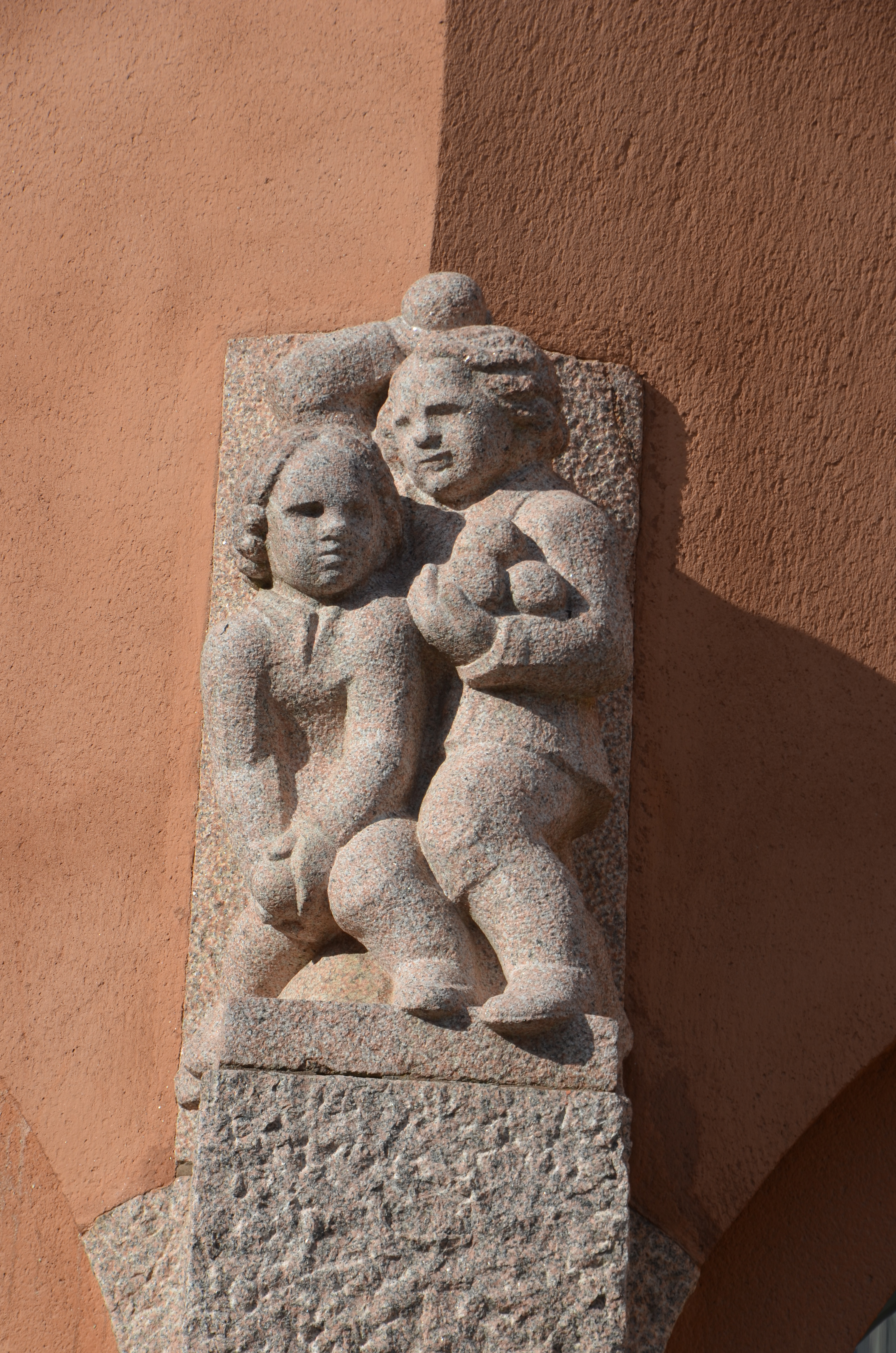
Livtag, fasadskulptur på Vasa gymnasium på Kungsholmen i Stockholm
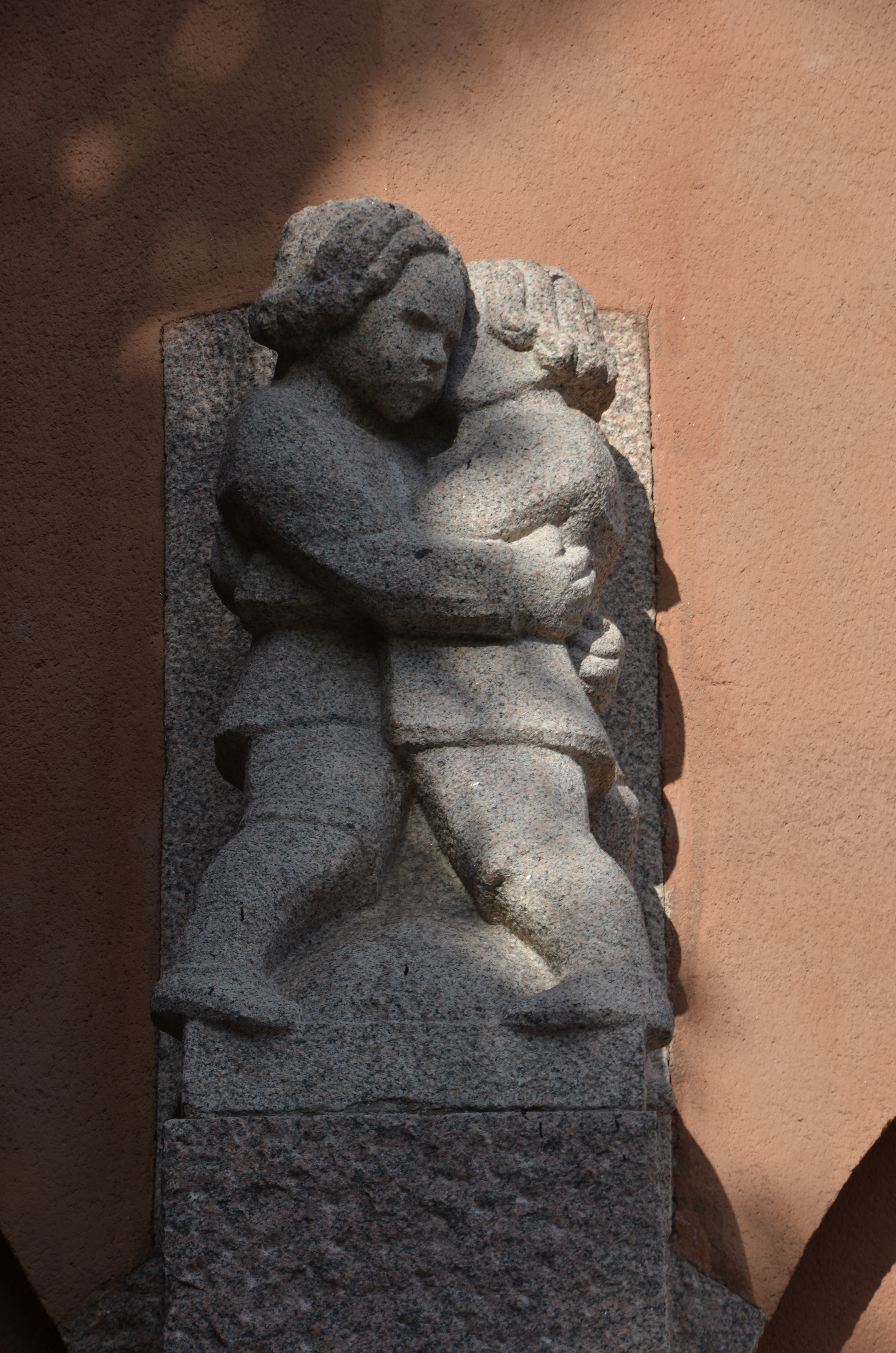
Snöboll, fasadskulptur på Vasa gymnasium på Kungsholmen i Stockholm
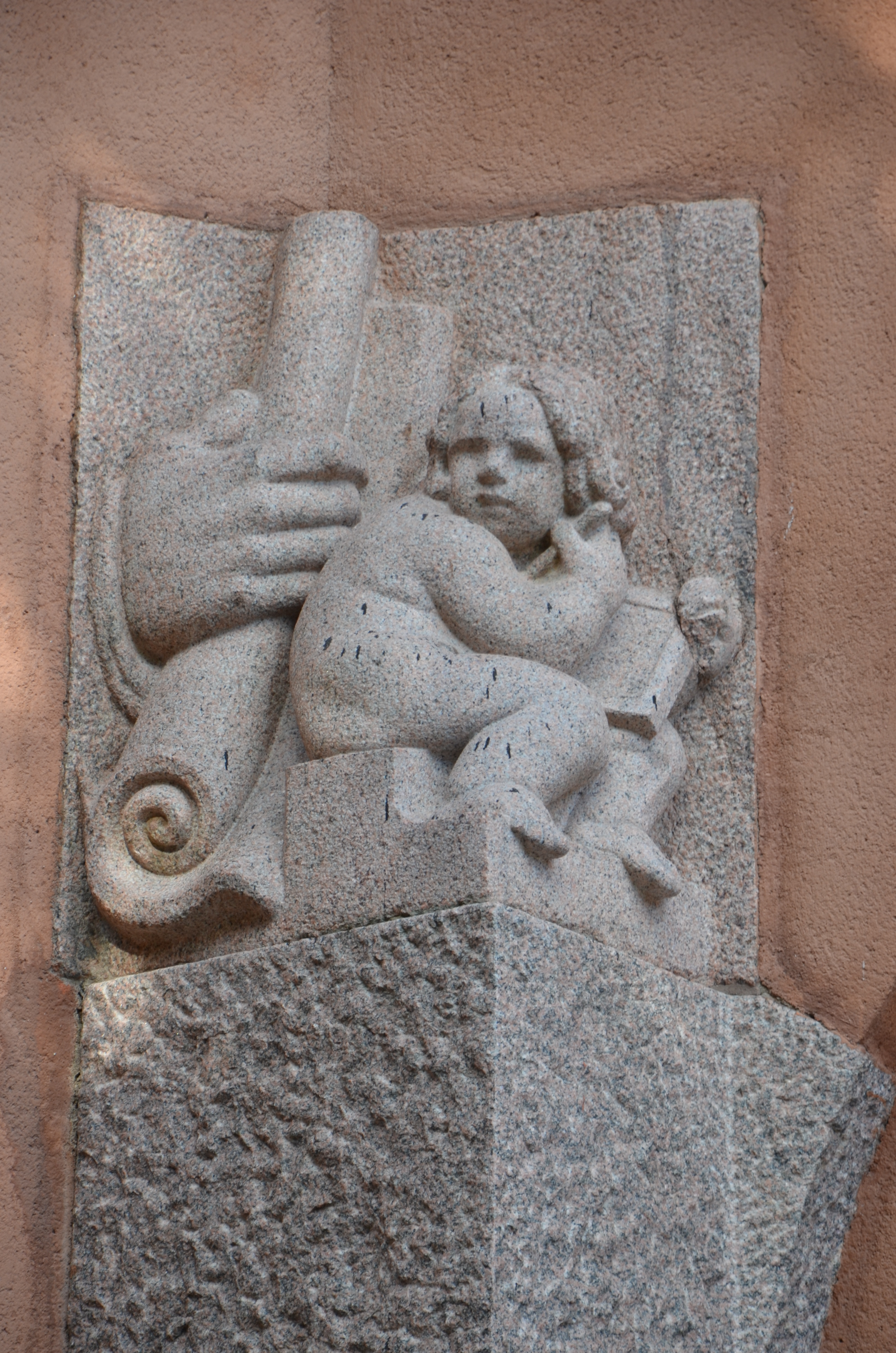
Ris, fasadskulptur på Vasa gymnasium på Kungsholmen i Stockholm